# T.T.MA
T.T.MA(ティティマ、티티마)は、1999年にデビューした韓国の女性アイドルグループ。所属事務所はMusic Factory エンターテインメント。

## 概要
消防車のメンバーだったキム・テヒョンとチョン・ウォングァンが設立したミュージックファクトリーエンターテインメントがNRGの成功に続いて企画した事務所初のガールズグループである。
グループ名は「Taste The Maximum(最高の味をください)」という意味から名付けられた。メンバーは雑誌モデル出身のカン・セミを筆頭に芸能と英語、中国語が堪能だったソイ、歌が上手かったチェ・ユジン、それぞれラップとビジュアルを引き受けたイ・ジュヘとクィナの5人で構成された。
1999年5月、1集『 In The Sea』でデビュー。タイトル曲「My Baby」は明るく軽快な楽曲で高い人気を得る。三角関係を描いた独特の歌詞が引き立つ後続曲「Prism」の反応も良く好調なデビューとなった。1集での活動後、イ・ジュヘとクィナが学業専念のため脱退。新メンバーとして元O-24のウニとジンギョンの2人が加入した。
2000年、2集を発表。タイトル曲「Wanna Be Loved」と後続曲「Going Crazy」で活動したが、当時の歌謡界は競争が激しく、特に1集のときにライバルだったガールズグループのCLEOが同時期に2集を発表してT.T.MAよりも人気を得るといった状況だったため、大きな成果を収められなかった。2集活動が不振に終わったため、2002年にグループは解散。
2007年、メンバーが再び集結して解散から5年ぶりにクリスマスアルバムを発表した。

## エピソード
- NRGと共に韓国よりも中国での人気が高かった[2]。リーダーだったソイによると中国の空港にT.T.MAを見に来た人がとても多く、当時はBaby V.O.Xが中華圏で有名だったが、中国でのT.T.MA人気はそれを上回っていたという。
- グループの性格や音楽性もNRGと似ていたため、「女性版NRG」と呼ばれた。
- ソイは当初、SMエンタテインメントの練習生でS.E.S.のメンバーに選抜されたが、学業との両立が難しいとの理由で脱退した[3]。その後、大学に入学して友人と参加したT.T.MAのメンバーオーディションに合格し、歌手デビューすることになった。
- 1集アルバムの収録曲「Loner」は、SUPER EUROBEATに収録されているAnnaliseの「O.K.! All Right!」のカバー曲であり、韓国のリズムゲーム「PUMP It Up」シリーズに収録された。[4]
- 日本のアイドルグループSPEEDをベンチマークしたグループである[5]。
- 2008年にDJ OZMAが『Prism』をカバーした（3枚目のアルバム『I LOVE PARTY PEOPLE 3』収録）[6]。

## メンバー
- カン・セミ

1981年02月12日生 167cm 47Kg
趣味：映画・マンガ・昼寝  特技：水泳・バレ―
ファッション雑誌の流行通信からライセンスを受けてCECIやKIKIの雑誌モデル出身だった。
- ソイ

1980年11月24日生まれ 162cm 42Kg
趣味：映画・音楽鑑賞・コンピュータゲーム  特技：英語・中国語
- チェ・ユジン

1981年04月01日生 162cm 44Kg
趣味：音楽鑑賞     特技：ピアノ
- イ・ジュヘ

- クィナ

- ウニ

1981年02月12日生まれ 164cm 44Kg
趣味：読書とコンピュ―タ―ゲ―ム  特技：水泳・バレ―
女性アイドルグループO-24のメンバーとして活動しており、2集から参加。
- ジンギョン

## ディスコグラフィー
- In the Sea(1集)[7] - 1999年5月15日
- I Wanna Be(2集)[8] - 2000年6月15日

## 解散後
- ソイは「ラズベリーフィールド」というインディーズバンドを結成して活動を続けている[9]。
- ウニは、インターネットでショッピングモールを運営して成功を収めている。
- カン・セミは2009年に結婚し、一児の母となっている。